# 383 v. Chr.
Portal Geschichte | Portal Biografien | Aktuelle Ereignisse | Jahreskalender | Tagesartikel

◄ |
5. Jahrhundert v. Chr. |
4. Jahrhundert v. Chr. |
3. Jahrhundert v. Chr. |
►

◄ | 400er v. Chr. | 390er v. Chr. | 380er v. Chr. | 370er v. Chr. |
360er v. Chr. |
►

◄◄ | ◄ | 386 v. Chr. | 385 v. Chr. | 384 v. Chr. | 383 v. Chr. |
382 v. Chr. |
381 v. Chr. |
380 v. Chr. |
► |
►►

## Ereignisse

### Politik und Weltgeschehen

#### Westliches Mittelmeer
- Lucius Valerius Potitus Poplicola, Servius Sulpicius Rufus, Lucius Aemilius Mamercinus, Aulus Manlius Capitolinus, Lucius Lucretius Tricipitinus Flavus und Marcus Trebonius werden römische Konsulartribunen.
- Die zwischenzeitlich von Dionysios I. von Syrakus eroberte Stadt Herakleia Minoa an der Südküste Siziliens, wird wieder von den Karthagern eingenommen, die seit dem Vertrag von 405 v. Chr. Anspruch auf die Stadt haben.

#### Östliches Mittelmeer
- Die Illyrer dringen in Makedonien ein und verdrängen König Amyntas III. von seinem Thron. Er kann erst im Folgejahr zurückkehren.

### Wissenschaft und Technik
- Der chaldäische Astronom Kidinnu führt den Metonischen Zyklus (einen lunisolaren Zyklus von 19 Jahren) in den babylonischen Kalender ein.